# Coelioxys hickeni
Coelioxys hickeni är en biart som beskrevs av Holmberg 1918. Coelioxys hickeni ingår i släktet kägelbin, och familjen buksamlarbin. Inga underarter finns listade i Catalogue of Life.